# Readdle
Readdle 是一個烏克蘭手機應用程式開發公司。該公司的研發總部設在烏克蘭的敖德薩。Readdle 以前一直專注於與創建文檔相關的生產力工具的消費市場，最近也有面向業務的基於訂閱的模式。業務主要集中在App Store，累計產生超過3300萬的下載量 。 最值得注意的產品有 Scanner Pro，PDF Expert，Fluix和 Spark. 